# Fußball-Verbandspokal 2000/01
Über den Fußball-Verbandspokal 2000/01 wurden die Teilnehmer der 21 Landesverbände des DFB am DFB-Pokal 2001/02 ermittelt. Die Sieger der Verbandspokale waren zur Teilnahme an der ersten Runde des DFB-Pokals berechtigt. Die drei mitgliederstärksten Verbände Bayern, Niedersachsen und Westfalen entsendeten zusätzlich jeweils den unterlegenen Finalisten. Somit qualifizierten sich 24 Amateurvereine über die Verbandspokale für den nationalen Pokalwettbewerb.

## Endspielergebnisse
Die Tabelle gibt eine Übersicht über die Verbandspokal-Endspiele der Saison 2000/01. Die Abkürzungen hinter den Vereinsnamen stehen für die Spielklassenzugehörigkeit der gleichen Saison: RL = Regionalliga, OL = Oberliga, VL = Verbandsliga, LL = Landesliga, BezL = Bezirksliga.
| Verbandspokal-Endspiele (Saison 2000/2001) |                              |                                  |                               |                      |
| Verband | Pokal                        | Sieger                           | Finalist                      | Ergebnis             |
| Baden | BFV-Hoepfner-Cup             | VfR Mannheim (RL)                | Karlsruher SC (RL)            | 2:0                  |
| Bayern 1 | Bayerischer Toto-Pokal       | SSV Jahn Regensburg (RL)         | Würzburger FV (OL)            | 3:0                  |
| Berlin | Paul-Rusch-Pokal             | SV Yeşilyurt Berlin (LL)         | Türkiyemspor Berlin (OL)      | 2:1                  |
| Brandenburg | FVB-Pokal                    | Energie Cottbus (Amateure) (OL)  | SV Babelsberg 03 (OL)         | 3:1                  |
| Bremen | Roland-Pokal                 | SV Werder Bremen (Amateure) (RL) | FC Bremerhaven (OL)           | 6:1                  |
| Hamburg | Toto-Pokal                   | FC St. Pauli (Amateure) (OL)     | VfL Pinneberg (OL)            | 3:1                  |
| Hessen | HFV-Pokal                    | SV Darmstadt 98 (RL)             | SV Wehen Taunusstein (RL)     | 2:1                  |
| Mecklenburg-Vorpommern | Mecklenburg-Vorpommern-Pokal | FC Schönberg 95 (OL)             | Hansa Rostock (Amateure) (OL) | 4:3                  |
| Mittelrhein | Netcologne-Cup               | Blau-Weiß Brühl (BezL)           | Borussia Freialdenhoven (OL)  | 3:2                  |
| Niederrhein | ARAG-Pokal                   | KFC Uerdingen 05 (RL)            | SSVg Velbert 02 (OL)          | 3:0                  |
| Niedersachsen 1 | NFV-Pokal                    | FC Schüttorf 09 (OL)             | VfL Wolfsburg (Amateure) (OL) | 2:1                  |
| Rheinland | Rheinlandpokal               | Eintracht Trier (RL)             | TuS Koblenz (OL)              | 1:1 n. V., 5:3 i. E. |
| Saarland | Saarlandpokal                | FC Homburg (OL)                  | Borussia Neunkirchen (OL)     | 4:2                  |
| Sachsen | Sachsenpokal                 | FC Erzgebirge Aue (RL)           | FSV Zwickau (OL)              | 3:1                  |
| Sachsen-Anhalt | Sachsen-Anhalt-Pokal         | 1. FC Magdeburg (OL)             | VfB IMO Merseburg (LL)        | 3:0                  |
| Schleswig-Holstein | SHFV-Pokal                   | VfB Lübeck (RL)                  | TSV Altenholz (OL)            | 5:0                  |
| Südbaden | Peterstaler-Pokal            | SC Freiburg (Amateure) (OL)      | FC Teningen (OL)              | 3:2                  |
| Südwest | Südwestpokal                 | 1. FSV Mainz 05 (Amateure) (OL)  | VfR Grünstadt (VL)            | 1:0                  |
| Thüringen | TFV-Pokal                    | FC Rot-Weiß Erfurt (RL)          | FC Carl Zeiss Jena (RL)       | 2:0                  |
| Westfalen 1 | Kronen-Pilsener-Pokal        | SC Paderborn 07 (OL)             | FC Schalke 04 (Amateure) (OL) | 2:1                  |
| Württemberg | WFV-Pokal                    | VfR Aalen (RL)                   | SSV Ulm 1846 (Amateure) (LL)  | 2:0                  |
| 1 Aus den drei Landesverbänden mit den meisten Herrenmannschaften im Spielbetrieb (Bayern, Niedersachsen, Westfalen) nahm zusätzlich der unterlegene Pokalfinalist teil. |                              |                                  |                               |                      |

## Quelle
- Deutscher Sportclub für Fußball-Statistiken (Hrsg.): Deutschlands Fußball in Zahlen 2000/2001, Agon-Sportverlag, Kassel, 2001, ISBN 3-89784-181-9